# 富士フイルムホールディングス
富士フイルムホールディングス株式会社（ふじフイルムホールディングス、英: FUJIFILM Holdings Corporation）は、富士フイルムと富士フイルムビジネスイノベーション（旧：富士ゼロックス）を傘下に持つ持株会社である。日経平均株価およびTOPIX Large70、JPX日経インデックス400の構成銘柄の一つ。

## 概要
1934年（昭和9年）に写真フィルムの国産化を目指すため、大日本セルロイド（現：ダイセル本社大阪）の写真事業を分社して富士写真フイルム株式会社として設立された。1962年（昭和37年）に英国のランク・ゼロックスと業務提携を締結し、複写機メーカー・富士ゼロックス株式会社を発足した。2006年（平成18年）10月1日からは持株会社制に移行し、写真部門の事業を新設した富士フイルム株式会社に継承し、現在の富士フイルムホールディングスに商号変更して純粋持株会社となった。持株会社制への移行時に本店登記も神奈川県南足柄市（神奈川工場足柄サイト）から東京都港区（富士フイルム西麻布ビル）へ移転された。
2000年以降、当初の主力事業の写真フィルムやカラー印画紙といった写真感光材料市場がデジタル化の進展によって急速に縮小したことから、写真にとどまらず、これまでの写真フィルム製造で培われてきた化学合成などの技術力を応用して、液晶ディスプレイの材料や、医療・医薬品、機能性化粧品、サプリメントなどメディカル・ヘルスケア分野への進出など新規の事業展開を積極的に行った結果、2011年3月期連結までに売上高に占めるカラーフィルムの売り上げは1%にまで低下した。
東京証券取引所に上場する化学セクターの企業の中で、時価総額は信越化学工業に次いで2位の規模を誇る。三井グループに属し、二木会、三井業際研究所に加盟している。

## 主な国内グループ会社
※全て株式会社
- 富士フイルム（100%出資）
  - 富士フイルム富山化学（100％出資）
- 富士フイルムビジネスイノベーション（100%出資）
※2021年4月1日に「富士ゼロックス」より社名変更（詳細・経緯は#沿革参照）
- 富士フイルムビジネスエキスパート（100%出資）
- 富士フイルム知財情報リサーチ（100％出資）

## 沿革
- 1934年（昭和9年）

2006年に廃止された旧ロゴ

  - 1月 - 大日本セルロイド株式会社（現：株式会社ダイセル）写真フィルム部の事業を分割し、富士写真フイルム株式会社設立。
  - 2月 - 足柄工場（現：富士フイルム神奈川工場足柄サイト）操業。写真フィルム、印画紙、乾板など写真感光材料の製造開始。
  - 6月 - 東洋乾板と合併し、東洋乾板の事業所を雑司ヶ谷工場とする。
- 1938年（昭和13年）6月 - 小田原工場（現：富士フイルム 神奈川工場小田原サイト）操業。
- 1949年（昭和24年）5月 - 東京・大阪・名古屋の各証券取引所に上場。
- 1950年（昭和25年） - 日本写真界初の公募による「富士写真フォトコンテスト」を開催[5]
- 1951年（昭和26年） - 国産初のカラー映画「カルメン故郷に帰る」のフィルム製作[5]
- 1962年（昭和37年）2月 - 富士ゼロックス株式会社を設立。
- 1963年（昭和38年）10月 - 富士宮工場操業。
- 1969年（昭和44年）6月 - 東京都港区西麻布に18階建ての東京本社ビルを竣工。
- 1972年（昭和47年）12月 - 吉田南工場操業。
- 1980年（昭和55年）1月 - ロゴマーク変更。「FUJI」の文字を組み合わせたマークと、ローマ字の「FUJIFILM」の文字が使用された。
- 1984年（昭和59年） - 会社設立50周年（記念社史「冨士フイルム50年の歩み」を発行）。ロサンゼルスオリンピックの公式フィルムに認定。
- 1986年（昭和61年）7月 - 最初のレンズ付きフィルムである「写ルンです」を発売。
- 1994年（平成6年）2月28日 - 総会屋対策に当たっていた専務が刺殺される。後に暴力団員が逮捕[6]。
- 2004年（平成16年）10月 - 関連会社のフジカラーイメージングサービス株式会社（存続会社）および富士フイルム アクシア株式会社が統合し、富士フイルムイメージング株式会社となる。
- 2006年（平成18年）10月1日 - 富士フイルムホールディングス株式会社に商号変更し、持株会社制に移行。当社の事業を引き継ぐ事業会社である富士フイルム株式会社を新設し、当社の傘下に富士フイルムと富士ゼロックスを置く体制となる。登記上の本店を発祥地の神奈川県南足柄市（旧・足柄上郡南足柄町）から東京都港区に移転した。これを機にCIロゴマークが変更され、長年使われた「FUJI」の組み合わせマークを廃止。ローマ字「FUJIFILM」のマークをアレンジし、FUJIのIの部分を赤と黒の2色配列として、フィルム・写真事業以外の新分野に挑戦する姿勢を打ち出すものにした。
- 2007年（平成19年）
  - 4月 - 富士フイルムと富士ゼロックスの本社を東京ミッドタウン内の新社屋に移転。旧東京本社ビルは西麻布本社（富士フイルム西麻布ビル）となり、分散していた事業部や子会社の一部を集約。1949年から1969年まで本社を置いていた中央区銀座の社屋跡に三井不動産と共同で商業施設「ベルビア館」をオープン[7][注 1]。
  - 7月1日 - グループ経営におけるSG&A費の削減を目的としたシェアードサービス会社の富士フイルムビジネスエキスパート株式会社を設立。
- 2008年（平成20年）2月13日 - 富山化学工業・大正製薬との戦略的資本・業務提携を発表。TOBと第三者割当増資の引き受け、および、即座に上場を廃止する旨の文書を既存株主に送りTOBへの応募を迫る手法により、富山化学工業の3分の2以上の株式を集めて子会社化。最終的に大正製薬との共同出資会社とした。
- 2010年（平成22年）
  - 4月1日 - シェアードサービス会社の富士フイルム知財情報リサーチ株式会社を設立。
  - 7月1日 - フジノンを吸収合併。同社光学デバイス事業部に改組。
- 2015年（平成27年）
  - 1月17日 - 名古屋・福岡・札幌の各証券取引所の上場廃止。
  - 3月30日 - iPS細胞の開発、販売を行うセルラー・ダイナミクス・インターナショナル社（米）をTOBで買収すると発表[8]。買収額は3億700万ドル（日本円：約360億円）[8]。
  - 4月18日 - 知財功労賞（経済産業大臣表彰）を受賞[9]。
- 2018年（平成30年）
  - 1月31日 - ゼロックスコーポレーション（米）（以下「ゼロックス」）の子会社化及び同社と富士ゼロックスの経営統合を実施すると発表
    - 1．富士ゼロックスがゼロックスの完全子会社となった上で、富士フイルムホールディングスがゼロックスの発行済株式50.1%を取得。
    - 2．ゼロックスが富士ゼロックスと経営統合し（新）富士ゼロックスに商号変更する[10]。

  - 6月18日 - ゼロックスコーポレーションに対して、当社との経営統合契約違反に基づく損害賠償請求訴訟を提起[11]。
  - 10月1日 - 子会社の富山化学工業の株式を富士フイルムに移管。富山化学工業と富士フイルムRIファーマが合併し、富士フイルム富山化学株式会社発足[12]。
- 2019年（令和元年）
  - 11月8日 - ゼロックスコーポレーション（以下「ゼロックス」）との経営統合を断念し、ゼロックスが保有していた富士ゼロックス株式会社の持分25％を取得し、完全子会社化。また、昨年6月18日に提起したゼロックスに対する損害賠償請求訴訟を取り下げ[13]。
  - 12月18日 - 日立製作所から画像診断機器事業を買収[14]。
- 2020年（令和2年）
  - 1月6日 - 富士ゼロックス株式会社とゼロックスコーポレーションとの業務提携（実質ライセンス契約）を2021年3月をもって解消すると発表した。これにより、ゼロックスの社名をつけることが不可能となるため社名変更をするとともに、これまでライセンス基であるゼロックス本社との棲み分けにより進出することができなかった欧米市場に、自社新ブランドで進出を図ることになる（それとともに、富士ゼロックス社が請け負っていたアジア地域などでのゼロックスブランドの商品の販売も停止される）。ただし、ライセンス契約解消後も、ゼロックス社との相互の販売供給契約は維持する[15]。
- 2021年（令和3年）
  - 4月1日 - 富士ゼロックス株式会社が、ゼロックスコーポレーションとの技術契約を契約期間満了に伴い[15]、富士フイルム ビジネスイノベーション株式会社に社名変更[16][17]。

## 歴代社長
1. 浅野修一　1934年就任
2. 春木栄　1943年
3. 小林節太郎　1960年
4. 平田九州男　1971年
5. 大西実　　1980年
6. 宗雪雅幸　1996年
7. 古森重隆　2000年
8. 中嶋成博　2012年
9. 助野健児　2016年
10. 後藤禎一　2021年

## テレビ番組
- 日経スペシャル カンブリア宮殿 奇跡の構造転換で復活 「攻め」の経営とはこういうことだ！（2012年5月10日、テレビ東京）[18]
- 日経スペシャル カンブリア宮殿 ピンチをチャンスに変えるSP 〜どんな危機も乗り越える!変幻自在のスゴい企業〜（2020年5月14日、テレビ東京）[19]
- 知られざるガリバー〜エクセレントカンパニーファイル〜（2023年12月2日、テレビ東京）[20]